# Shi Yuqi
Shi Yuqi, född den 28 februari 1996 i Nantong, är en kinesisk badmintonspelare.

## Karriär
Shi Yuki tog guld i singel i badminton vid ungdomsolympiaden 2014. Vid VM 2018 tog han silver i singel.